# Álvaro de Carvalho (ort)
Álvaro de Carvalho är en ort i Brasilien.   Den ligger i kommunen Álvaro de Carvalho och delstaten São Paulo, i den södra delen av landet, 700 km söder om huvudstaden Brasília. Álvaro de Carvalho ligger 604 meter över havet och antalet invånare är 4 650.
Terrängen runt Álvaro de Carvalho är platt norrut, men söderut är den kuperad. Álvaro de Carvalho ligger uppe på en höjd. Närmaste större samhälle är Garça, 14,9 km söder om Álvaro de Carvalho.
Omgivningarna runt Álvaro de Carvalho är huvudsakligen savann. Runt Álvaro de Carvalho är det ganska tätbefolkat, med 93 invånare per kvadratkilometer.